# タラニス (航空機)
BAE タラニス
BAE タラニスのイメージ画像
- 分類：無人航空機(UCAV)
- 設計者：イギリス
- 製造者：BAE システムズ・ミリタリー・エア・ソリューションズ
- 初飛行：2013年8月10日
- 運用状況：開発中

BAE タラニスは、イギリスのBAE システムズ・ミリタリー・エア・ソリューションズが開発中の無人航空機(UCAV)計画である。名称はケルトの雷神タラニスに由来し、2013年に初飛行した。タラニスは大陸間任務で使用できるよう設計されており、多彩な武器を搭載し、空中・地上の目標を攻撃することができる。またタラニスはステルス技術を使用しているためRCSが低く、地球上のどこからでも衛星通信を介して制御できる。

## 背景
タラニスの開発は、2005年12月に発表された英国の防衛産業戦略の重要な部分であり、英国が航空機とUCAVの建設技術を維持する必要性が明記された。戦略無人航空機(実験)統合プロジェクトチームは、タラニス計画の監査と監督の責任を与えられた。

## 設計と開発
タラニスの開発計画はBAEシステムズが主導し、ロールスロイス、GEアビエーション、QinetiQ、国防省が関与している。 主契約者としてBAEシステムズは計画全体を担当し、ステルス技術、システム統合、技術的要素にも責任を負う。 BAEシステムズとQinetiQは、システムの自律性に関するあらゆる面で協力するとした。
GEアビエーションは、タラニスの燃料ゲージと電力システムを担当しており、計画全体の5%のワークシェアを担う。またBAEシステムズの子会社であるインテグレーテッド・システムズ・テクノロジーがC4ISTARサポートを提供する
計画当初、BAEはタラニスの低観測性、システム統合、制御インフラ、完全自律行動の技術に関して、少なくとも10年間の研究開発を必要とするとした。これは使用される技術、材料、システムの組み合わせで、次の設計段階に十分な安全性をもたらし、リスクを低減するものであるという。 これらのリスク低減活動には、レプリカ、ナイトジャーI、ナイトジャーII、ケストレル、コラックス、レイヴン、ヘルティなど、初期のBAE製ステルス機やUAVの計画が含まれていた。

### 試作機
2007年9月に試作機の生産が開始し、2008年2月に組み立てを開始した。 2009年1月9日、国防省は地元住民がUFOを見たと主張した後、タラニスが損傷した風力タービンの現場近くを飛行したことを否定した。
初期開発費1億4,300万ポンドを投じた試作機は、2010年7月12日にランカシャーのウォートン飛行場で公開された。試作機の地上試験は2010年に開始されたが、初飛行は2012年に予定が延期され た。その後も延期が繰り返され、初飛行は2013年8月10日となった。
試作機の最大離陸重量は約8,000 kg(18,000lb)で、BAEホークと近い大きさとなった。内部には2つのウェポンベイと完全な自律システムの組み込みを意図しており、任務の大部分で人間の制御なしに運用できるようになっている。

### 飛行試験
2013年10月25日、国防省は最初の飛行試験が行われたことを明らかにした。2010年に地上試験が行われ、2013年に飛行試験が行われた。国防省は最初の試験プログラム終了まで、タラニスについて公式にコメントしなかった。
2014年2月5日、BAEはタラニスの飛行試験に関する情報を明らかにした。タラニスの初飛行は2013年8月10日に南オーストラリア州のウーメラ試験場で行われ、この飛行は約15分間続いた。8月17日に2回目の試験が開始され、さまざまな速度と高さで1時間飛行した。 2014年までに、タラニスの開発費は当初の予定の1億4,000万ポンドを超え、1億8,500万ポンドに達した。タラニスは2030年以降に、有人航空機と共に使用される予定である。
2016年時点で、BAEシステムズと国防省は、4度目の飛行試験について協議した。

### 開発に関する補足
2014年に発表された英仏の開発契約の条件では、タラニスの部品はダッソーnEUROnと統合され、ヨーロッパの共同UCAV、フューチャーコンバットエアシステムになる予定だった。

## 仕様

### 諸元
- 全長: 12.43m (40ft 9in)
- 全幅: 約10m (32ft 10in)
- 全高: 約4m (13ft 1in)
- 動力: ロールス・ロイス アドーア, ターボファンエンジン, 推力 約44kN (10,000lbf)×1基

### 武装
- 内部ウェポンベイ×2